# 雲林縣私立福智高級中學
雲林縣私立福智高級中學，簡稱福智高中，是一間位於臺灣雲林縣古坑鄉的私立高中，隸屬於福智學校財團法人。

## 爭議

### 送學生出家
2017年，梵因法師指控，福智常將學生送到僧團出家，學生反悔還俗後，因為學歷只有高中或更低，缺乏一技之長，常一事無成。

### 教師回捐薪資指控
2024年，福智高中被控強迫教師回捐薪資供養，福智聲明都是個人意願、非強迫。